# Алексеев, Николай Фёдорович
Николай Фёдорович Алексеев (род. 2 июля 1986, Воронеж) — российский художник, куратор. Соучредитель (совместно с Арсением Жиляевым, Ильей Долговым и Иваном Горшковым) Воронежского центра современного искусства.

## Биография
Родился 2 июля 1986 года в Воронеже. Закончил живописно-педагогическое отделение Воронежского художественного училища.
Алексеев работает с эстетикой найденных объектов, форм, видео, изображений и историй: собирает коллекции и выстраивает из них выдуманный, «сказочный» нарратив.
Активно выставляется с 2009 года: более 30 групповых и 6 персональных выставок в разных городах России и Европы. Выставки проходили в Московском музее современного искусства, Мультимедиа Арт Музее, Государственном Центре Современного Искусства и т. д. Участник нескольких Московских международных биеннале молодого искусства. Был представлен на ярмарках Universam (Россия), Арт-Москва (Россия), Cosmoscow (Россия), Artissima (Италия), Vienna Art Fair (Австрия). Работы находятся в коллекции Московского Музея Современного Искусства, Музее Истории ВМЗ, в крупных частных коллекциях в России и Европе (Антон Белов, Пьер-Кристиан Броше, Ольга Свиблова, Андрей Малахов, Дмитрий Аксенов, Etsuko Nakajima, Andre Roger и др).
Сотрудничает с Галереей 21 (Москва) и галереей Х. Л. А. М. (Воронеж).
C 2008 года участвует в организации выставок молодых художников в Воронеже, в создании и развитии Воронежского центра современного искусства. С 2010 года является одним из кураторов и лекторов «Курса молодого художника» и «Всеобщего курса по истории и теории искусства 20-21 века» в ВЦСИ. С 2013 года председатель Воронежского центра современного искусства.
Номинант (совместно с Ильей Долговым) VI Всероссийского конкурса в области современного визуального искусства «Инновация»—2010 (выставка «Живой музей перформанса», ВЦСИ, 2010) в номинации «Региональный проект». Номинант VII Всероссийского конкурса в области современного визуального искусства Министерства культуры Российской Федерации «Инновация»—2011 (выставка «Руины утопии», Галерея Х. Л. А. М., 2011) в номинации «Региональный проект». Финалист премии Кандинского в номинации «Молодой художник. Проект года» 2011. Номинант премии Кандинского в номинации «Молодой художник. Проект года» 2013.
В 2014—2016 стипендиат программы поддержки молодых художников Музей современного искусства «Гараж».
В 2024 году организовал экспериментальную онлайн галерею Null Gallery, построенную по типу кооператива из романа Николая Чернышевского «Что делать?».
В 2025 году стал победителем грантовой программы Дома культуры «ГЭС-2».
Живёт и работает в Воронеже.
Ведёт собственный канал в Телеграме «Заметки на полях. Мастерская Николая Алексеева» для молодых художников.

## Персональные выставки
- 2024 — «Save», галерея Х.Л.А.М., Воронеж, Россия[9]
- 2024 — «Ветер — наш хозяин» (совместно с Марией Дунаевой), ЦСИ «Сияние», Апатиты, Россия
- 2023 — «Время и время», партиципаторный проект, Россия
- 2022 — «Две заметки о кротах», галерея «Утилизация», Воронеж, Россия
- 2021 — «Пустой призрак», галерея Х.Л.А.М., Воронеж, Россия[10]
- 2020 — «Суставы», галерея Х.Л.А.М., Воронеж, Россия
- 2019 — «Там тоже холодно и пусто, как здесь», Арт-резиденция «Заря», Владивосток, Россия[11]
- 2018 — «Пять тысяч глаз», галерея Х.Л.А.М., Воронеж, Россия[12]
- 2017 — «Сказки об Италии», арт-резиденция VYKSA, Выкса, Россия
- 2016 — «Круглый стол: что-то важное», Галерея 21, Москва, Россия[13][14]
- 2015 — «Двенадцать прыжков за борт». Галерея Х.Л.А.М., Воронеж
- 2015 — «A Journey Beyond the Three Seas». Büro für kulturelle Übersetzungen, Лейпциг
- 2013 — «Leipzig Museum of Civilization.».Spinnerei, Leipzig
- 2012 — «Regnum». Галерея 21, Москва[15]
- 2012 — «Сфера неподвижных звёзд». Галерея Х.Л.А.М., Воронеж
- 2009 — «НИЧЕГОНАДОЛГО». Галерея Х.Л.А.М., Воронеж

## Избранные групповые выставки
- 2025 — «Ближе к воде», галерея Arbuzz, Москва, Россия
- 2025 — «H2O+», Мурманский областной художественный музей, Мурманск, Россия
- 2024 — «Вещи и видения», Московский музей современного искусства, Москва, Россия
- 2024 — «Город [следы и тропы]», ЦСИ Винзавод, Москва, Россия
- 2024 — «Кафе “Волна”», ЦСИ «Смена», Казань, Россия
- 2023 — «the night is young», галерея Seréne, Москва[16]
- 2023  — «Комната для всех», галерея СЦЕНА, Москва[17]
- 2022  — «Близко. Далеко. Ближе», галерея Виктория, Самара (куратор Сергей Братков)[18]
- 2021  — «Среда обитания», Винзавод, Москва
- 2019 — «Герои нашего времени», Московский музей современного искусства, Москва, Россия[19]
- 2018 — «Истории настоящего», Дом губернатора, Воронеж
- 2017 — «Пурпурные паруса», Воронежский центр современного искусства, Воронеж
- 2016 — «Чувственные опыты» (куратор Андрей Мизиано), Новая Голландия, Санкт-Петербург, Россия
- 2016 — «В славном городе Воронеже», Винзавод, Москва, Россия
- 2016 — «В сети формы» (куратор Мария Калинина), Центр Красный, Москва, Россия
- 2015 — «Чем больше, тем больше», галерея Х. Л.А.М., Воронеж
- 2015 — «Наблюдения открытого пространства», музей-заповедник «Дивногорье», Воронежская область
- 2015 — «Общество Zuma», ВЦСИ, Воронеж
- 2014 — «Последний выходной на воронежском море», Don Foundation, Ростов-на-Дону
- 2014 — «Short History of Voronezh Art», Vienna Art Fair, Вена
- 2014 — «Если бы…», музей-заповедник «Дивногорье», Воронежская область
- 2014 — «Детектив» (куратор Валентин Дьяконов), MMСИ, Москва[20]
- 2014 — «Поймать черепаху», КИСИ, Краснодар
- 2014 — «Сердце музея», Воронежский областной художественный музей им. И. Н. Крамского, Воронеж
- 2014 — «Бесценный город», ММАМ, Москва (куратор Екатерина Иноземцева)
- 2013 — «Revisiting the Space», ВЦСИ, Воронеж
- 2013 — «Сопромат», Центр дизайна ARTPLAY, Москва
- 2012 — «Ангкор, ещё Ангкор», Галерея 21, Москва
- 2012 — «Кажется, здесь чего-то не хватает», ЦСИ Винзавод, Москва
- 2012 — «Неокончательный анализ», Московский музей современного искусства, Москва
- 2012 — «Среда ожидания», Галерея 21, Москва
- 2011 — «Без ограничений», ежегодный международный форум «Искусство и Реальность», Санкт-Петербург
- 2011 — «Из области практического знания». Галерея GMG, Москва.
- 2011 — «Премия Кандинского 2011». Центральный дом художника, Москва.
- 2011 — «Сейчас&Потом», Московский музей современного искусства , Москва.
- 2011 — «Трудовая книжка». Проект Фабрика, Москва.
- 2011 — «Формы жизни. Возвращение к реальности». Государственная Третьяковская галерея, Москва.
- 2011 — «Руины утопии» (в рамках первого международного платоновского фестиваля). Галерея Х.Л.А.М., Воронеж.
- 2011 — «Формы разума». Галерея Х. Л. А. М., Воронеж[21].
- 2010 — «XX лет любви». Московский музей современного искусства, Москва.
- 2010 — «The Only Difference». Проект Фабрика, Москва.
- 2009 — «Can`t take it anymore». Воронежский центр современного искусства, Воронеж.
- 2009 — Фестиваль лэнд-арта «Забота». Музей-заповедник Дивногорье, Воронежская область[22].
- 2009 — «Дальше действовать будем мы». Воронежский центр современного искусства, Воронеж.

## Кураторские проекты
- 2018  — «Истории настоящего», совместно с Татьяной Данилевской и И. Аксеновой, Дом губернатора, Воронеж
- 2017  — «Пурпурные паруса», Воронежский центр современного искусства, Воронеж
- 2016  — «В славном городе Воронеже», совместно с Ириной Аксеновой, Винзавод, Москва, Россия[23]
- 2014  — «Short History of Voronezh Art», Vienna Art Fair, Вена, Австрия
- 2013 — «Бестиарий» (совм. с Ильей Долговым), ВЦСИ, Воронеж.
- 2013 — «Под знаком ПИ. Краткое пособие для юных авангардистов» (совм. с Арсением Жиляевым), ВЦСИ, Воронеж.
- 2011 — «Руины утопии» (совм. с Ильей Долговым). Галерея Х. Л.А. М., Воронеж (номинант премии Инновация-2011 в номинации «Региональный проект»).
- 2011 — «Гибриды» (выставка слушателей «Курса молодого художника» ВЦСИ. Галерея Х. Л. А. М., Воронеж.
- 2010 — «Живой музей перформанса» (совм. с Ильей Долговым). ВЦСИ, Воронеж (номинант премии Инновация-2010 в номинации «Региональный проект»).